# Tomendán
Tomendán es una localidad del estado mexicano de Michoacán. Es parte del municipio de Taretan.

## Demografía
| Gráfica de evolución demográfica |
|                                  |

| Censo | Población |
| ----- | --------- |
| 1900  | 291       |
| 1910  | 240       |
| 1921  | 266       |
| 1930  | 280       |
| 1940  | 252       |
| 1950  | 419       |
| 1960  | 559       |
| 1970  | 905       |
| 1980  | 1093      |
| 1990  | 1195      |
| 2000  | 1228      |
| 2010  | 1291      |
| 2020  | 1558      |